# Contrada (geografia)

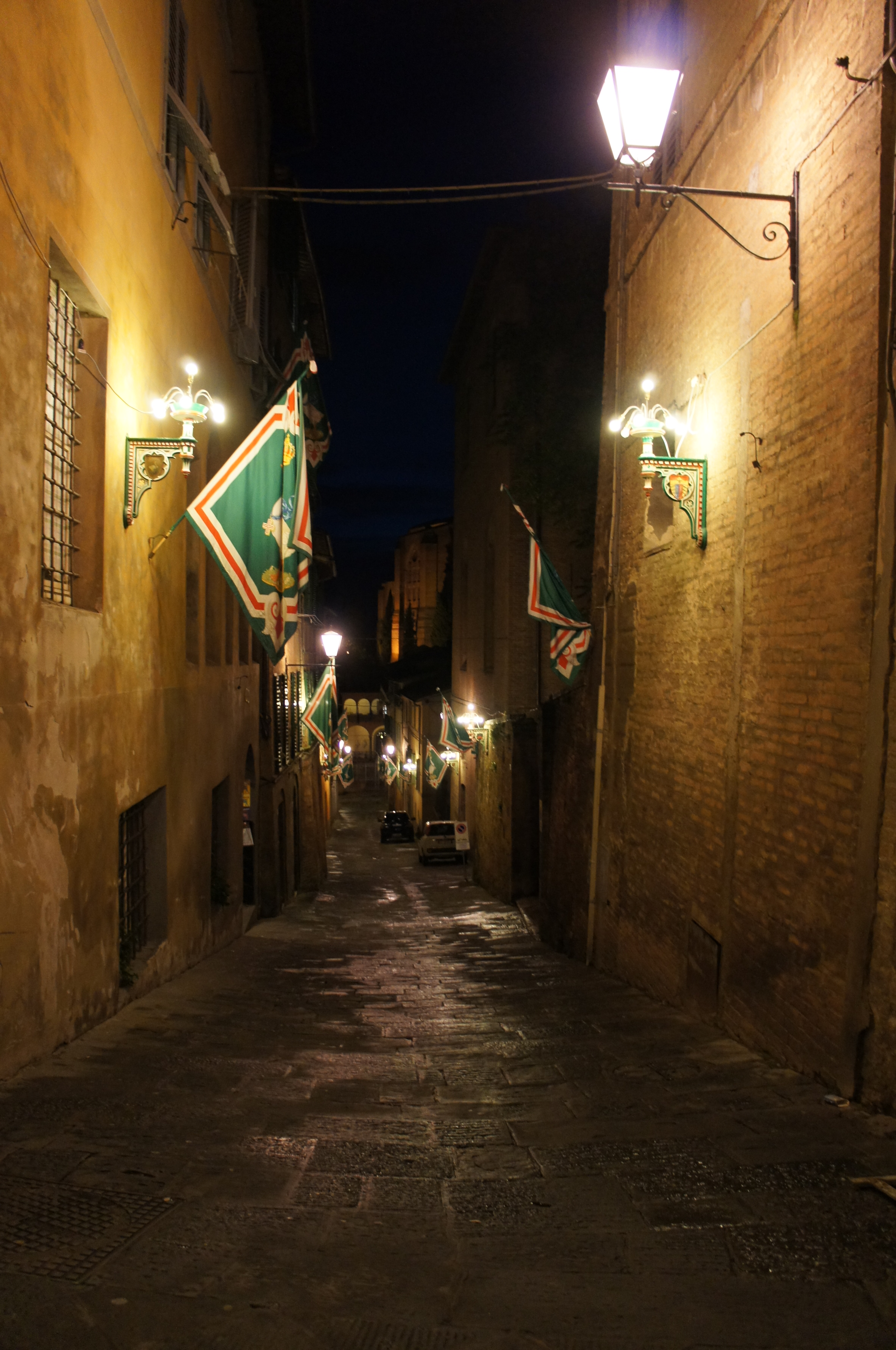
La contrada dell'Oca a Siena

Il termine contrada indica vari tipi di suddivisione geografica o urbanistica.

## Classificazione
Nonostante una certa variabilità, si possono classificare le contrade in tre gruppi:
- contrade urbane, ossia suddivisioni del centro storico,
- contrade rurali, ossia suddivisioni del territorio extraurbano,
- contrade generiche, ossia suddivisioni tradizionali di tutto il territorio comunale.

In alcune città le contrade si sfidano annualmente in occasione di manifestazioni tradizionali, come i palii. Dagli anni sessanta in poi, in molte città italiane si è deciso di organizzare annualmente rievocazioni storiche, molte delle quali comprendono competizioni tra varie fazioni. Su modello del Palio di Siena alcuni territori comunali sono stati allora divisi in contrade, anche quando questo termine non era tradizionalmente usato.

Da tale fenomeno nasce un ultimo significato del termine contrada: ovvero suddivisione recente del territorio di una città al solo fine della competizione in una rievocazione storica.

## Significato tradizionale del termine nelle varie regioni italiane

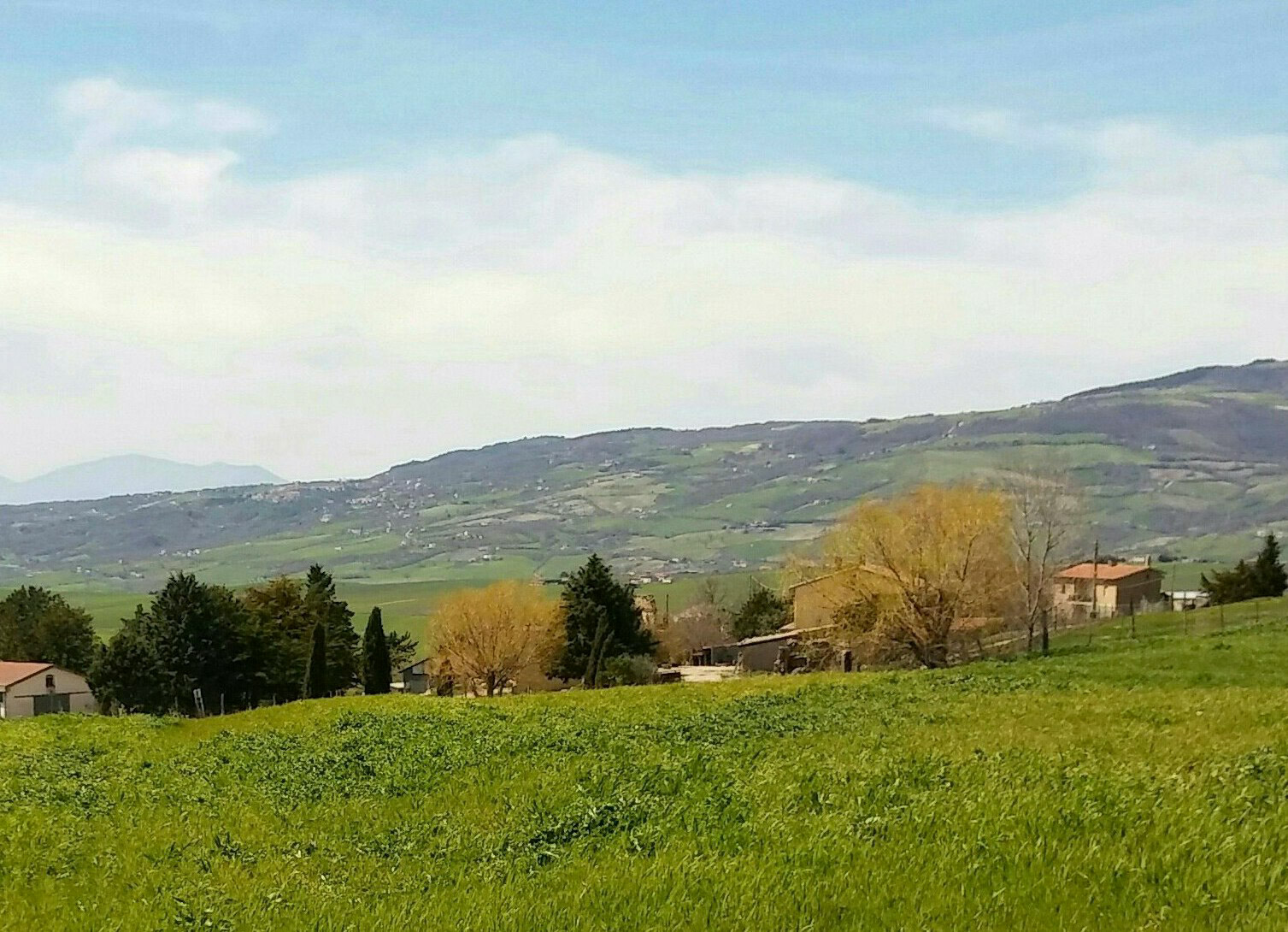
La contrada Sant'Eleuterio di Ariano Irpino; in diverse regioni italiane, il termine "contrada" è associato a contesti prettamente rurali.

Il significato del termine è diverso a seconda della regione e dell'area geografica. In particolare si segnalano i casi seguenti.
- In Veneto:
  - specie nella zona delle Prealpi, contrada (contrà) indica un gruppetto di case in ambito rurale (solitamente di dimensioni inferiori alla frazione);
  - è un sinonimo di colmello;
  - in taluni comuni le contrade più popolate sono costituite amministrativamente in quartieri (es. a Bassano del Grappa, le contrade storiche di Campese, Sant'Eusebio, Valrovina, San Michele e Marchesane hanno ciascuna un proprio consiglio di quartiere);
  - a Venezia, ciascun dei sei sestieri è suddiviso in un numero variabile di contrade, coincidenti generalmente con le parrocchie, ma non rispettando sempre i confini dei sestieri; sono in tutto 70;
  - a Vicenza utilizzato nella toponomastica, contrà sostituisce il titolo di "via" per la quasi totalità delle strade del centro storico mentre in passato indicava i quartieri del centro storico;
  - Anche a Padova molte vie del centro erano denominate contrada, come si evince dal catasto austriaco. Tale denominazione è poi totalmente scomparsa dalla toponomastica nel corso dell'Ottocento.
- In Lombardia:
  - Anticamente esistevano le contrade di Milano, suddivisioni storiche del centro cittadino risalenti almeno al Medioevo, che sono state in uso fino al XIX secolo;
  - a Brescia utilizzato nella toponomastica, sostituisce il titolo di "via" per alcune strade del centro storico;
  - Nel mantovano indicava le "vie" dei centri storici e delle frazioni;
  - In molte città, prima dell'Unità d'Italia, le vie erano comunemente chiamate "contrade". Ad esempio a Milano via Monte Napoleone era chiamata contrada del Monte;
  - Nelle Orobie con il termine contrada si intendono i piccoli villaggi di montagna più piccoli della frazione solitamente nelle malghe e negli alpeggi.
- In Toscana:
  - a Firenze il termine contrada indica una traversa che si dirama da una via principale (non è però usato nella odonomastica ufficiale);
  - a Siena il centro storico è suddiviso in diciassette contrade; sono senz'altro le contrade più conosciute d'Italia, anche all'estero, a causa della fama del Palio di Siena, in occasione del quale esse gareggiano. Anche altri centri minori della Toscana sono tradizionalmente divisi in contrade.
- In Emilia-Romagna:
  - a Ferrara il termine contrada indica collettivamente i quattro rioni all'interno delle mura e i quattro borghi all'esterno di esse.
- Nella Repubblica di San Marino:
  - il termine è il denominatore urbanistico generico di alcune strade laterali del centro storico di Città di San Marino (per esempio contrada del Collegio e contrada Omerelli).
- Nelle Marche:
  - ad Ancona e in altri comuni marchigiani, una contrada è ciascuna delle suddivisioni del territorio di una frazione; ogni contrada comprende dunque una zona agricola (o boschiva), le abitazioni sparse che in essa si trovano ed eventuali nuclei abitati minori, dipendenti amministrativamente dalla frazione di riferimento.
  - ad Urbino il termine contrada indica ciascuna delle dieci suddivisioni della città, cinque all'interno delle mura ed altrettante all'esterno;
  - a Fermo il termine contrada indica ciascuna delle sei suddivisioni del centro storico; inoltre il territorio extraurbano è diviso in quattro contrade foranee, che fanno capo alle quattro frazioni più importanti;
- In Campania:
  - nella toponomastica, una contrada è un piccolo nucleo distante dall'abitato principale, che prende il nome da una chiesa, una cappella votiva o una proprietà (detta anche masseria, soprattutto nel nolano), solitamente il termine scompare nella toponomastica con l'urbanizzazione, a seguito della quale vengono create le strade. A volte il termine è sinonimo di "località"; nella maggior parte dei casi non ha numeri civici.
- In Puglia:
  - una contrada è una frazione di dimensioni molto variabili, nata in seguito alla presenza di una chiesetta, un'abbazia, un monastero o un casale medievale oppure intorno ad una masseria o di un castello. In questi ultimi casi sarebbe l'antico retaggio dei feudi che circondavano quel punto di riferimento.
- In Basilicata:
  - il termine si usa per indicare una località extraurbana più piccola di una frazione. Talvolta più contrade appartengono ad una frazione (per esempio contrada Scavariello di Dragonetti).
- In Calabria:
  - una contrada è una località extraurbana o una frazione (per esempio contrada Lecco di Rende).
- In Sicilia:
  - il termine indica una suddivisione del territorio extraurbano;
  - una contrada in altri casi è una larga strada con delle abitazioni o altri edifici sparsi, provvisti di numeri civici.

## Contrade tradizionali che gareggiano in palii o altre competizioni simili
In alcuni comuni la tradizionale, storica suddivisione in contrade è alla base di un palio o di una simile competizione popolare, di origini antiche o recenti.
- A Siena, le diciassette contrade storiche partecipano al Palio (per approfondire, vedi la voce "Contrade di Siena").
- A Buti le sei contrade storiche si sfidano nell'antico Palio di Buti.
- A Ripa Teatina (CH) le quattro contrade si sfidano annualmente ne "I giochi delle contrade" nel periodo estivo, solitamente la fine di luglio.[senza fonte]
- A Castelfranco di Sotto, le quattro contrade storiche si sfidano annualmente, dal 1987, anno di istituzione del Palio dei barchini con le ruote.
- A Ferrara, le otto contrade storiche (quattro rioni e quattro borghi) partecipano all'antico Palio di Ferrara.
- Ad Urbino le dieci contrade storiche gareggiano nella Festa dell'aquilone, istituita nel 1955.
- A Fermo, le dieci contrade storiche partecipano all'antico Palio dell'Assunta, ripristinato nel 1982.
- Ad Orte le sette contrade storiche gareggiano nel tradizionale Palio degli Arcieri, ripristinato nel 1971.[1][2]

## Contrade istituite recentemente ai fini dello svolgimento di rievocazioni storiche
Mentre in caso di manifestazioni antiche le contrade sono reali ripartizioni del territorio, in caso invece di manifestazioni recenti, la suddivisione in contrade è stata a volte appositamente ideata allo scopo. Si considerano qui manifestazioni recenti anche quelle che, pur rifacendosi a tradizioni antiche, sono state ripristinate dopo secoli di oblio.
Dato il gran numero di centri italiani che sono stati recentemente divisi in contrade ai fini di rievocazioni storiche, l'elenco sottostante non ha la pretesa di essere completo.
- Ad Avellino le sette contrade sono state istituite nel 1998 per il palio della botte.
- Ad Allumiere (RM) le sei contrade sono state istituite nel 1965 per il palio delle contrade[senza fonte]
- A Bientina (PI) le dieci contrade sono state istituite nel 1993 per il palio locale
- Bobbio le cinque contrade sono state istituite recentemente per il Palio delle contrade[senza fonte]
- A Castel del Piano le quattro contrade sono state istituite nel 1968 per il palio locale
- A Cerreto Guidi le quattro contrade sono state istituite nel 1969 per il palio del Cerro.
- A Chioggia le cinque contrade sono state istituite recentemente per il palio della Marciliana
- A Desio le dieci contrade sono state istituite nel 1989 per il palio degli Zoccoli.
- A Fucecchio le sedici  contrade (poi scese a dodici) sono state istituite nel 1981 per il palio locale
- A Gesualdo (AV) quattro contrade sono state istituite nel 1995 per il Palio dell'Alabarda: Canale, Cappuccini, Fiera, Piazza[senza fonte]
- A Legnano (MI), le otto contrade sono state istituite nel 1935 per il palio cittadino (per approfondire, vedi contrade di Legnano).
- A Lissone (MB), i dodici rioni sono stati istituiti nel 1989 per il palio lissonese[senza fonte]
- A Mortara (PV), la città è stata divisa nel 1970 in sette contrade ai fini del palio del gioco dell'oca.
- A Noale (VE) le quattro contrade sono state istituite nel 1997 per il palio locale
- A Piazza Armerina le quattro contrade sono state istituite nel 1952 per il palio dei Normanni
- A Querceta (LU), le otto contrade sono state istituite nel 1956 per il palio dei Micci.
- A San Secondo Parmense le sei contrade sono state istituite recentemente per il palio locale[senza fonte]
- A Terra del Sole (FC) le due contrade sono state istituite nel 1963 per il palio di Santa Reparata
- A Torrita di Siena (SI), le otto contrade sono state istituite nel 1966 per il palio dei somari.

## Abbreviazioni
Il termine "contrada" inerente alla urbanistica e geolocalizzazione, viene abbreviato in C/ DA, C/DA o CDA, utilizzato per accorciare i nomi degli indirizzi stradali italiani nei documenti, segnaletica stradale e servizi di WebGIS.